# Ceratophyllus borealis
Ceratophyllus borealis (лат.) — вид блох из рода Ceratophyllus.

## Описание
Эктопаразит птиц. Особи чёрного цвета. Эти блохи паразитируют на птицах, которые гнездятся на земле, например, коньках, каменках и трясогузках и обнаруживаются в их гнёздах. Найдены в том числе в Крыму, Черновицкой области Украины, в окрестностях Одессы в гнёздах плешанки и полевого воробья.